# Cheers! (ラジオ番組)
Cheers!（チアーズ）は2013年1月6日より2019年3月31日まで朝日放送ラジオ（ABCラジオ）で放送されていた音楽番組である。

## 概要
ABCラジオでは、日曜夕方のナイターオフに、『日曜なつメロ大行進(2010年度まで)』や『小山乃里子のうた声ラジオ(2011年度・2012年)』といった中高年を主体とした昭和歌謡を中心にしたリクエスト番組を編成してきた。
これを2013年1月に一新し、30-40代のいわゆる“団塊ジュニア世代”を中心に新しい一週間の活力となる音楽番組を提供することを目的として開始された。
2019年3月31日の放送分を以て終了。翌週4月7日からの後継番組はインド出身のタレント・DJ、サニー・フランシスがメインパーソナリティを務める『サニー・フランシスのマサララジオ』となる。

### 放送日時
- 2012年1 - 3月…18:00 - 20:00
- 2013年4 - 6月・10月 - 2014年6月・2014年10月 - …18:00 - 21:00
- 2013年7月 - 9月、2014年7月 - 9月…17:55 - 21:00（不定期、月2回程度放送）

### 阪神戦・プロ野球中継の扱い
ABCフレッシュアップベースボールで阪神タイガース戦を放送するか否かで、この番組が放送されるかどうかが変わってくる。2014年度までは以下のような対応となっていた。
- 4・5・6月は、デーゲーム主体で開催されるため、定時番組として本番組を編成。この期間に放送されるナイターは特別番組扱いとなる[3]が、ナイター中継が予定される場合はその時点で本番組は休止となる。
- 7・8・9月は、土・日曜のナイター中継が定時放送扱いとなる。そのため、日曜日の阪神戦がデーゲームで開催されるか、プロ野球の試合予定が一切ない場合のみの不定期放送[4]になる[5]。
  - 高校野球期間中については、本番組は休止。ABCが全試合中継を優先するため、阪神戦がデーゲームとなり高校野球の裏開催となった場合には、高校野球が中止にならない限りABCでの阪神戦の中継ができず、代替として全国ネットのナイターカードを放送することによる[6]。
  - この3ヶ月は、月2回程度の放送としているため、デーゲームが月に3回以上ある場合には、本番組を休止して特番扱いでナイター中継をネット受けすることもある[7]。

2015年度は通年で野球中継はデーゲーム枠を定時扱いとし、本番組も定時番組として編成される。そのため、7・8・9月についても、前年までの4・5・6月の対応に準ずることになる。ただし、高校野球期間中の対応は前年までと変わらない他、夏季の多くの阪神戦はナイターで行われるため、実態としては2014年度までと変わりがなかった。
前後の月曜日にナイターが組まれる場合、月曜日の定時番組（スポンサーセールス番組）をこの時間に代替放送するため、放送時間が短縮される。また、デーゲームの試合が延長した場合、野球中継終了後に小林大作のメモリーズ・オブ・ユー（ただし試合状況により短縮あり）を放送してから、その後に本番組が開始。21時までの短縮放送になる。

## 特番
当番組からのスピンオフとして、2016年1月1日の「2016新春スーパーワイド」第2部（11:00-14:54）で「声に出してサルにも聞かせたい日本語SONGスペシャル」をテーマに特番が放送された。同番組では小塚と「よなよな…」火曜日担当の鈴木淳史がディスクジョッキーを担当。

## パーソナリティ
- たつを
- 小塚舞子 - 産休のため2018年11月25日放送をもって降板[9]
- 浜端ヨウヘイ

番組開始時は、たつを・舞子が出演し、Bar Cheers!のコーナーからヨウヘイが登場する。
尚、たつを・舞子の片方が別の仕事により欠席する場合は、ヨウヘイが最初から登場する。
その出演できないパーソナリティは、現地から電話をかけてくることがある。
又、2人のパーソナリティが欠席した場合、残った一人単独で番組を進める。
（通称・ひとりぼっちあーず、たつをが1回、舞子が2回経験）

## コーナー
- ドッチのリクエスト：一つのテーマに対し、たつをと舞子（舞子が欠席の場合はヨウヘイ）が曲を持ち寄り、プレゼンを披露する。その後リスナーによる人気投票を行い、勝者の曲がフルでかかる。

- Bar Cheers!：ヨウヘイが生演奏を披露するコーナー。レパートリーは、オリジナルからカバーまで幅広い。

- リクエストゾーン：新旧問わず、元気になれる曲がかかるコーナー。

- 俺だけ名曲リクエスト：あまり知られていない、ラジオではあまりかからない曲をABCラジオ・プロデューサーのライブラリにある限りかかるコーナー。

- 今週のバースデーさん：誕生日のリスナーをパーソナリティが歌でお祝いする。

（隔週のコーナー）
- たつをのエイトビット名作劇場：たつをによるファミコン名作について語るコーナー

- 小塚舞子監修　音楽とカレー：舞子によるカレー店紹介と、そのカレーに相応しい曲をかけるコーナー

（過去・スポットのコーナー）
- 勝手に進め！：パーソナリティが週替わりにかけたい曲をかけるコーナー。
- Cheers だいたい新書：ひとりのアーティストに対して、「～らしい」という情報をリスナーから集めるコーナー。
- ぼっちのリクエスト：たつを単独出演、もしくはたつをのみ欠席の際、ドッチのリクエストに替わるコーナー。
- たつをの世にもおかしな物語：たつをがお菓子を持ち寄り、紹介するコーナー。
- 小塚舞子のかからなかった宝物たち：舞子単独出演の際、ドッチのリクエストでたつをに敗れ、かからなかった曲を流すコーナー。

## キーワード
- た小ヘイ：たつをの「た」・小塚の「小」、ヨウヘイの「ヘイ」を組み合わせたスペシャルユニット。ラジオ祭り・公開録音で披露された。

## その他
- たつをがアリーナDJを務める、Bリーグ・大阪エヴェッサのホームゲームが放送日に開催された場合、試合結果を報じる。また、翌週にホームゲームがある場合は、開催告知を行う。
- 18:40頃からは、ABC交通情報を挟む。終了後、たつを（たつを欠席の場合は、舞子・ヨウヘイ）とJARTIC[10]担当者のショートトークを行う[11]。尚ショートトークは、『STAR☆MUSIC☆SUNDAY』にてしもぐち☆雅充も行う。
- 2015年5月5日（こどもの日）には「ABC感謝祭2015 マイドほたるまち!」にて15:00-16:30に「ヨウヘイと、STAR☆Music Smile」と題した『Cheers!』『STAR☆MUSIC☆SUNDAY』『Music Smile』3番組合同のライブイベントを開催。